# Cymbopogon

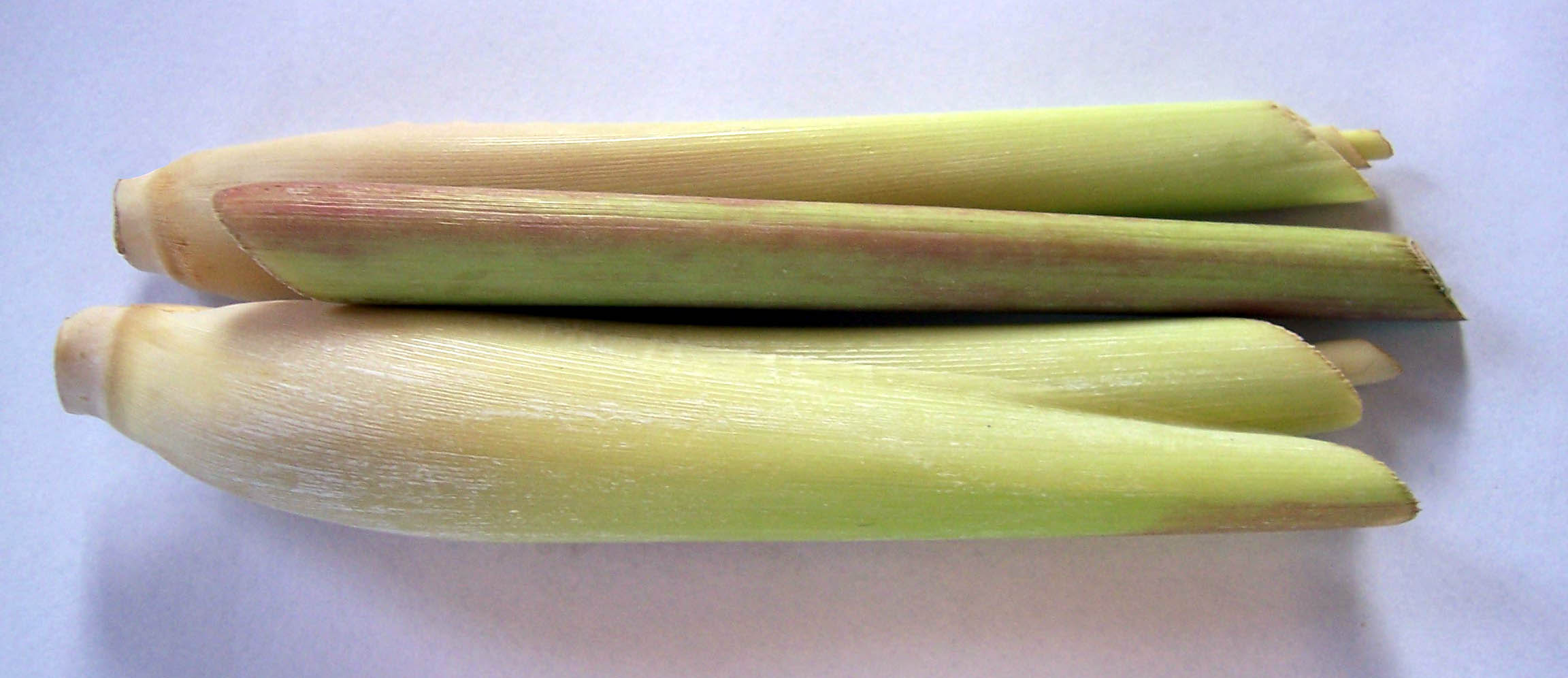
Cymbopogon preparat per cuinar; és un ingredient comú a la cuina tailandesa

Cymbopogon o citronel·la és un gènere de plantes de la família de les poàcies, ordre de les poals, subclasse de les commelínides, classe de les liliòpsides, divisió dels magnoliofitins. Algunes espècies són conegudes popularment per les seves propietats culinàries i medicinals, a causa de la seva olor, semblant a la de les llimones (Citrus limon), en particular l'herba llimona (Cymbopogon citratus). Es creu que la llimona i el seu oli posseeixen propietats terapèutiques. La citronel·la fa fins a 2 metres d'alçària i té les fulles llargues i estretes.
El terme deriva de les paraules gregues kymbe (κύμβη, 'vaixell') i pogon (πώγων, 'barba') "la qual cosa significa [que] en la majoria de les espècies, les espiguetes peludes es projecten a partir d'estructures en forma de vaixell".

## Taxonomia
- Cymbopogon citratus - Herba de llimona, jonc odorant[13]
- Cymbopogon nardus - Citronel·la[14]
- Cymbopogon flexuosus (DC) Stapf.
- Cymbopogon martinii - Palma-rosa[15]

## Usos

### Culinari

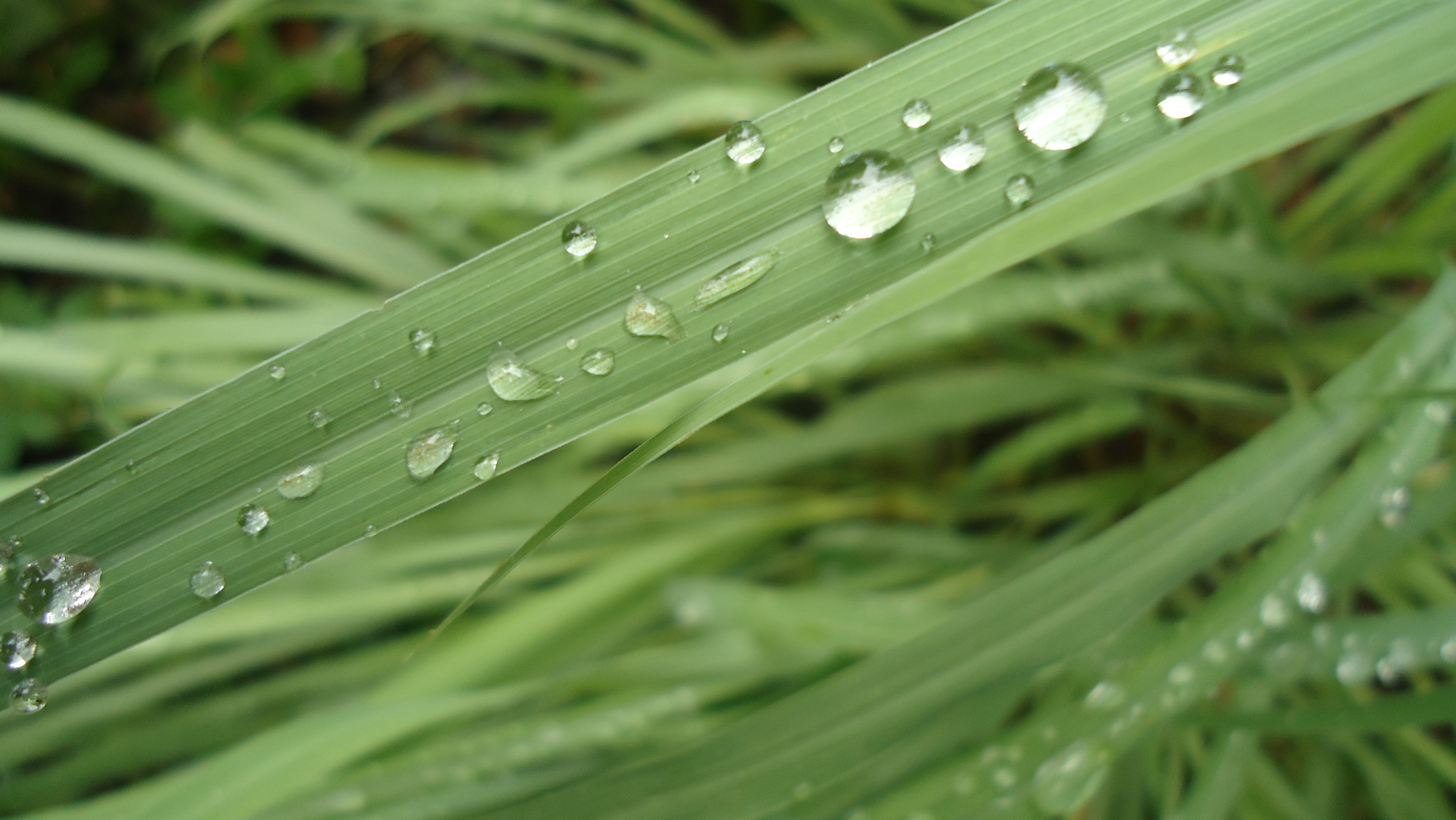
C. citratus de les Filipines, on es coneix localment com a tanglad

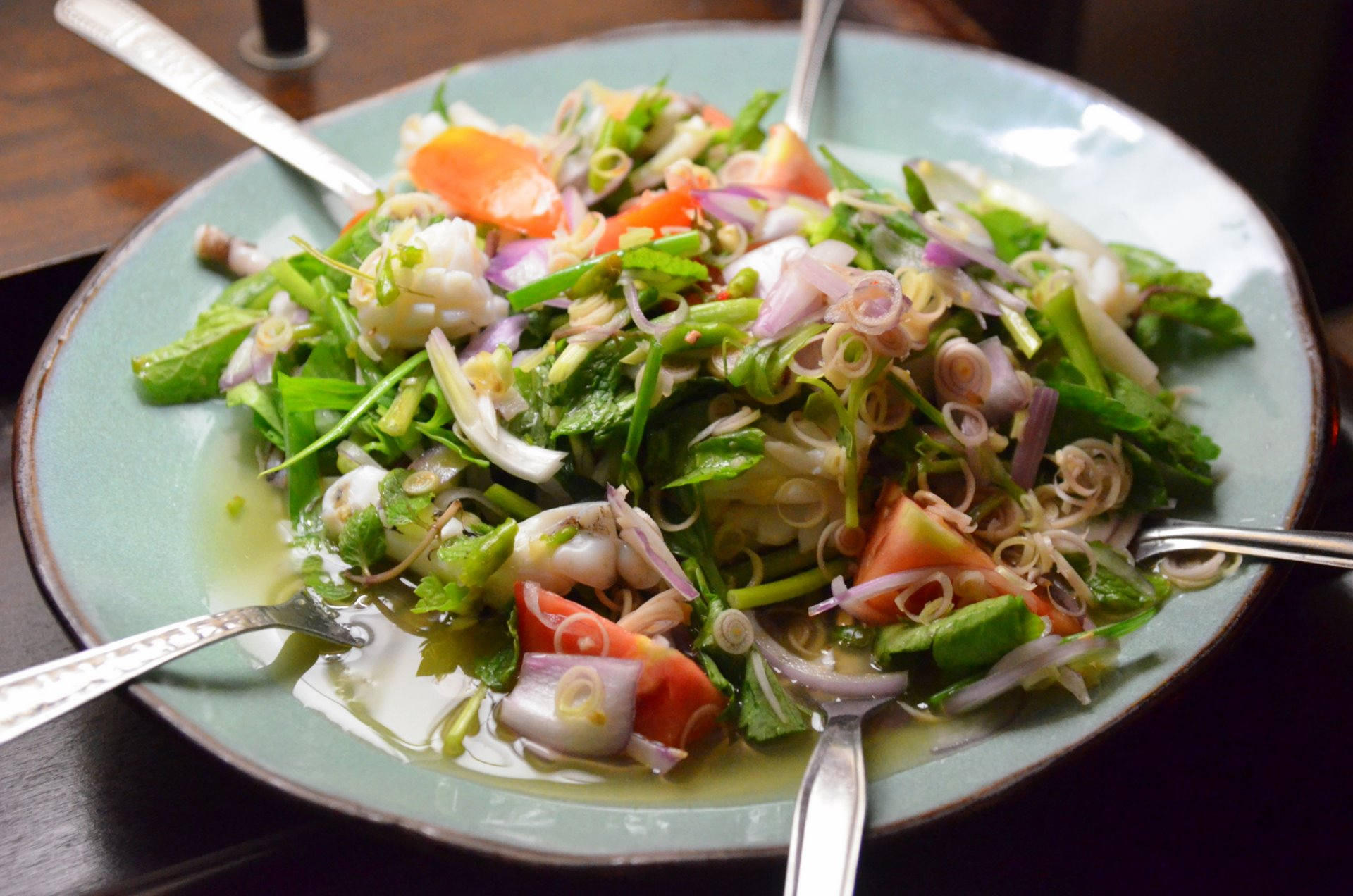
Plat tailandès consistent en una amanida amb gambes i llimona fresca a rodanxes fines

L'herba de citronella (Cymbopogon nardus i Cymbopogon winterianus) creix aproximadament 2 m i té tiges de base de color magenta. Aquestes espècies s'utilitzen per a la producció d’oli de citronel·la, que s'utilitza en sabons, com a repel·lent d'insectes (especialment mosquits i mosques domèstiques) en aerosols d'insectes i espelmes, i aromateràpia. Els principals constituents químics de la citronel·la, el geraniol i el citronel·lol, són els antisèptics, d'aquí el seu ús en desinfectants i sabons domèstics. A més de la producció d'oli, l'herba de citronella també s'utilitza amb finalitats culinàries com a aromatitzant.
La llimona de les Índies Orientals (Cymbopogon flexuosus), també anomenada herba Cochin o herba Malabar, és originària de Cambodja, Vietnam, Laos, l'Índia, Sri Lanka, Birmània i Tailàndia, mentre que la llimona de les Índies Occidentals (Cymbopogon citratus) és nativa del sud-est asiàtic marítim. Tot i que tots dos es poden utilitzar indistintament, C. citratus és més adequat per cuinar.
A l'Índia, C. citratus s'utilitza com a herba medicinal i en perfums. C. citratus es consumeix com a te per a l'ansietat a la medicina popular brasilera, però un estudi en humans no va trobar cap efecte. El te va provocar una recurrència de dermatitis de contacte en un cas. Al Carib, el te també s'elabora i es consumeix per augmentar la immunitat. Es diu Tanglad a les Filipines, on es creu que té beneficis per a la salut per al fetge i els ronyons.

### Medicina

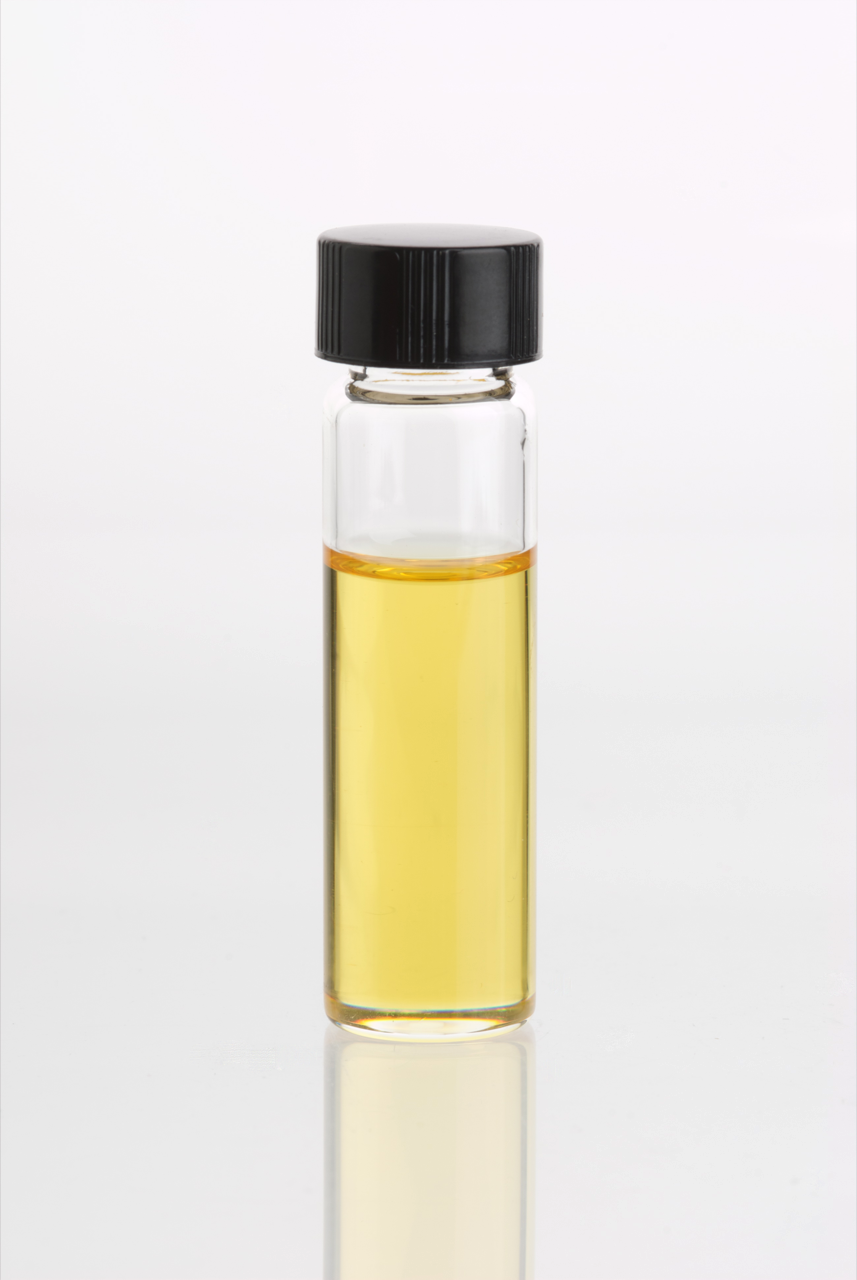
Oli essencial de llimona (Cymbopogon flexuosus) en un vial de vidre transparent

Un estudi va trobar que el te pot exercir un efecte de reforç de l'eritropoesi.
Per exemple, l'herba llimona és òptima per a tractaments de bellesa, però també per combatre malalties com la malària, la pneumonia, diarrea, problemes digestius, febre, mal de cap, flatulències o altres.

### Altres usos
En la màgia, a Hoodoo, la llimona és l'ingredient principal de l'oli de van van, un dels olis més populars que s'utilitzen en conjur. L'herba de llimona s'utilitza en aquesta preparació i sola en hoodoo per protegir-se del mal, netejar espiritualment una casa i per portar bona sort en els afers amorosos.
En apicultura, l'oli de llimona imita la feromona emesa per la glàndula Nasonov d'una abella per atreure les abelles cap a un rusc o un eixam.
En la indústria del perfum, els olis essencials de cybopogon són molt valorats.
És un element culinari molt valorat per incloure al pollastre rostit a Filipines i Indonèsia.

## Espècies
El gènere cymbopogon comprèn 180 espècies, subespècies, varietats i subvarietats. Les espècies del gènere inclouen:
- Cymbopogon ambiguus
- Cymbopogon annamensis
- Cymbopogon bhutanicus
- Cymbopogon bombycinus
- Cymbopogon caesius
- Cymbopogon calcicola
- Cymbopogon calciphilus
- Cymbopogon cambogiensis
- Cymbopogon citratus
- Cymbopogon clandestinus
- Cymbopogon coloratus
- Cymbopogon commutatus
- Cymbopogon densiflorus
- Cymbopogon dependens
- Cymbopogon dieterlenii
- Cymbopogon distans
- Cymbopogon exsertus
- Cymbopogon flexuosus
- Cymbopogon gidarba
- Cymbopogon giganteus
- Cymbopogon globosus
- Cymbopogon goeringii
- Cymbopogon gratus
- Cymbopogon jwarancusa
- Cymbopogon khasianus
- Cymbopogon liangshanensis
- Cymbopogon mandalaiaensis
- Cymbopogon marginatus
- Cymbopogon martinii
- Cymbopogon mekongensis
- Cymbopogon microstachys
- Cymbopogon microthecus
- Cymbopogon minor
- Cymbopogon minutiflorus
- Cymbopogon nardus
- Cymbopogon nervatus
- Cymbopogon obtectus
- Cymbopogon osmastonii
- Cymbopogon pendulus
- Cymbopogon polyneuros
- Cymbopogon pospischilii
- Cymbopogon procerus
- Cymbopogon pruinosus
- Cymbopogon queenslandicus
- Cymbopogon quinhonensis
- Cymbopogon rectus
- Cymbopogon refractus
- Cymbopogon schoenanthus
- Cymbopogon tortilis
- Cymbopogon tungmaiensis
- Cymbopogon winterianus
- Cymbopogon xichangensis

Antigament incloses
Actualment es considera que algunes espècies s'han d'incloure en altres gèneres, comAndropogon, Exotheca, Hyparrhenia, Iseilema, Schizachyrium, i Themeda.